# سباستین ناوارو
سباستین ناوارو (انگلیسی: Sebastián Navarro؛ زادهٔ ۲۴ فوریهٔ ۱۹۸۸) بازیکن فوتبال اهل آرژانتین است.